# Хроника королей Альбы
Хроника королей Альбы (англ. «Cronicle of the Kings of Alba») — раннесредневековый исторический источник о королевстве Альба (будущей Шотландии) 843—995 годов.

«Хроника королей Альбы» сохранилась в единственной датируемой 1357—1364 годами рукописи: находящемся в Национальной библиотеки Франции в Париже «Манускрипте Попплетона» (номер в каталоге библиотеки — BnF, lat. 4126). Рукопись получила название по своему самому известному владельцу — жившему в Йорке монаху-кармелиту Роберту Попплетонскому. Всего в манускрипте записаны семь посвящённых истории Шотландии текстов: анналов и генеалогий. «Хроника королей Альбы» — четвёртый из них. Её, вместе с также включёнными в рукопись «Хроникой о начале древних пиктов» и «Пиктской хроникой», часто объединяют в один источник под названием «Пиктские хроники». Она написана на гиберно-латинском языке с включениями фрагментов на гэльском языке. Это свидетельствует, что автор «Хроники королей Альбы» жил или, по крайней мере, родился в Шотландии. Предполагается, что первые шесть шотландских текстов были записаны в рукопись не ранее правления Вильгельма I Льва (но не позднее 1184 года), возможно тем же автором, который создал «De Situ Albanie». Вероятно, тогда же «Хроника королей Альбы» была подвергнута галлизации. Скорее всего, местом создания вошедшей в «Манускрипт Попплетона» компиляции сочинений о истории Шотландии был Данкелд.
Оригинальное название «Хроники королей Альбы» в «Манускрипте Попплетона» не указано. Наиболее распространённым современным названием является «Хроника королей Альбы», но также используются названия «Хроника королей Шотландии», «Старые шотландские хроники», «Шотландская хроника», «Пиктская хроника» и «Попплетонские анналы». В «Хронике королей Альбы» содержатся краткие описания правлений шотландских монархов от Кеннета I (умер в 858 году) до Кеннета II (умер в 995 году). Первоначально это был список королей с указаниями продолжительности правлений каждого из них, но в X веке к нему были добавлены записи о происходивших при этих монархах событиях. В первой записи хроники сообщается о «самом выдающемся из скоттов», «правившем Пиктией 16 лет» Кеннете I; в последней записи — о «посвящении великого города Брикина Богу» королём Кеннетом II. Предполагается, что создание «Хроники королей Альбы» было завершено вскоре после смерти Кеннета II, а начата она была ещё при этом монархе. Вероятно, при её составлении использовались какие-то более ранние, несохранившиеся до нашего времени источники. Возможно, это были созданные в одном из шотландских монастырей анналы, ведшиеся одновременно с описываемыми в них событиями. Среди основных тем «Хроники королей Альбы» — борьба между скоттами и пиктами за гегемонию в северных областях Британии и последующее создание королевства Альба, войны с викингами, походы Кеннета II в Англию и основание им Брикинского монастыря.
«Хроника королей Альбы» — единственный раннесредневековый исторический источник, сообщающий о короле Эохейде. Она также наиболее ранний известный труд, сообщающий о победе короля Дал Риады Кеннета I над правителями пиктов, приведшей к полному уничтожению их королевства Пиктия. Вплоть до Новейшего времени изложенное в «Хронике королей Альбы» считалось полностью соответствующим исторической действительности. Однако современные историки считают такое развитие событий недостаточно подтверждённым, так как и спустя много лет после, якобы, полного уничтожения Пиктии в 843 году, Кеннет I и его преемники (по крайней мере, до умершего в 900 году Дональда II) именовались в документах королями пиктов. Возможно, что легенда об уничтожении Пиктии и присоединении её территории к Дал Риаде, сложилась незадолго до создания «Хроники королей Альбы», когда пиктский язык был полностью вытеснен из обихода высших слоёв светской и церковной знати Альбы гэльским языком. «Хроника королей Альбы» — также первый по времени источник, упоминающий новое гэльское название объединённого королевства пиктов и скоттов: Альба. В ней этот термин используется в связи с описаниями побед короля Константина II над викингами и проведением в 906 году им и епископом Сент-Андруса Келлахом I синода в Скуне.
«Хроника королей Альбы» — ценный источник по истории Шотландии, содержащий ряд отсутствующих в других средневековых трудах свидетельств. Наряду с «Песней скоттов» и «Историей народа Альбы» — это один из наиболее ранних трудов по истории Дал Риады.

## Издания
На английском языке:
- Kings and Kingship in Early Scotland / Anderson M. O. — Edinburgh, 1980. — P. 249—253.
- Chronicle of the Kings of Alba // Scottish Historical Review  / Hudson B. T. — 1998. — Vol. 77. — P. 129—161.
- The Chronicle of the Kings of Alba (англ.). The University of Edinburgh. Дата обращения: 30 августа 2021.

На русском языке:
- Хроника королей Альбы. Ульвдалир. Дата обращения: 30 августа 2021.

## Комментарии
1. ↑  Под названием «Шотландская хроника» «Хроника королей Альбы» упоминается, например, в книге И. Хендерсон «Пикты. Таинственные воины древней Шотландии»[9].